# 南条信正
南条 信正（なんじょう のぶまさ）は、戦国時代から安土桃山時代にかけての武将。南条宗皓の三男で、南条宗勝の弟に当たる。子に信光、隆光。通称は九郎左衛門。備前守を称する。

## 生涯
伯耆国の羽衣石城を本拠とする国人・南条氏の当主である南条宗皓の三男として生まれる。生年は不明だが、父の宗皓が永正11年（1516年）に死去したとされることから、それ以前と考えられる。
南条氏の一族として、南条家家臣団を束ねる重臣の筆頭格として活躍し、天正3年（1575年）に長兄である南条宗勝の病死により当主となった南条元続の後見人であったと考えられている。
天正3年（1575年）10月14日、南条氏家臣15名が連名で、南条宗勝の後を継いだ南条元続に対して変わらぬ引き立てを毛利氏と吉川元春に求めると共に、南条氏家臣団が毛利氏や南条元続に対して背かないことを誓う血判起請文を毛利氏家臣の渡辺長と吉川氏家臣の二宮右京進に提出した。なお、この血判起請文に南条家の主要な家臣達が名を連ねる中で信正が筆頭で「南条九郎左衛門尉信正」と署名しており、この血判起請文が信正の史料上の初見とされる。
天正4年（1576年）、尼子氏の旧臣で南条氏家臣となっていた福山茲正が織田氏に内通していることが毛利氏に露見し、南条氏重臣である山田重直、鳥羽久友、信正、泉養軒長清、津村基信が吉川元春の本拠地である安芸国新庄に呼び出され対応を協議することとなった。信正や山田重直らは福山茲正による謀で南条元続は関与していないと弁明し、その主張を認めた吉川元春の命により伯耆国への帰国した翌日の同年7月に南条元続や他の南条氏家臣には相談しないまま福山茲正を討ち果たした。信正や山田重直らが南条元続や他の南条氏家臣に無断で福山茲正を討伐した事について、諸方面に相談して計画が漏れて失敗しては良くないためとしていることから、南条氏家中に福山茲正に加担する勢力がいたことや南条元続も信頼できない状況であったことを窺わせる。
同年10月16日、鳥羽久友、信正、泉養軒長清、津村基信、山田重直の連名で南条元続に対して起請文を提出し、福山茲正討伐の経緯説明を行っている。なお、この時の起請文では「南条備前守信正」と名乗っており、次兄の元信から「備前守」の名を受け継いだとされる。
天正7年（1579年）5月11日、南条元続が伯耆国河村郡の中津村と小鹿村の山境相論に関する裁許状を中津村の左衛門尉やその他の地下人に対して出しているが、それとは別に信正、泉養軒長清、津村基信、鳥羽久友、山田重直が連署した副状も発給している。
同年6月頃に備前国の宇喜多直家が毛利氏から離反したことで、南条氏の動向を疑った毛利輝元が山田重直を通じて重ねての人質提出を要求したところ、南条元続はかつて毛利氏が南条宗勝に約束した特別な支援を受けられるか不安に思ったためか、重臣の小鴨元清や信正らとの協議で信正の進言を容れて毛利氏への人質提出を拒否して織田氏へ服属することを決定。合わせて毛利方に近しい山田重直を羽衣石城に呼び出して誅殺を図ったが失敗したため、同年9月1日には南条元続自ら小鴨元清と共に兵を率いて山田重直の居城である堤城を包囲して自害を迫ったが、山田重直・信直父子は堤城を脱出して因幡国の鹿野城に逃れ、吉川元春を頼って出雲国へ逃れた。
ここで南条元続は毛利氏への異心無きことを誓う起請文を持たせて家臣の広瀬若狭守を吉川元春のもとに派遣したが、元春はこれを離反準備のための時間稼ぎと判断し、南条氏離反に備えて因幡国の鹿野城と若桜鬼ヶ城の守兵を増やすと共に、9月5日に南条元続へ再び人質要求することを毛利輝元に進言した。毛利輝元は9月8日に全て吉川元春の意見に同意する旨の書状を送り、一方で9月17日には小寺元武に対して南条元続の離反の意思を翻意させる努力をするよう命じている。その後、南条氏を毛利方に留めさせる方策を講じたが南条氏ははっきりした態度を示さず、10月下旬に至っても人質を提出しなかったため、南条氏が宇喜多氏と結んで毛利氏を離反する考えを持っていると見なした吉川元春は南条氏攻めを決意して毛利輝元と小早川隆景に同意を求め、11月2日に小早川隆景、11月5日に毛利輝元の同意を得ている。ただし、吉川元春は杉原盛重を南条氏の抑えとして残し、先に宇喜多氏を攻めて美作国を平定することで南条氏を孤立させる方針を取って、美作国と備中国で宇喜多氏との激戦を繰り広げることとなる。
その後の動向は不明。
江戸時代後期の歴史家である頼山陽が編纂した『日本外史』では、天正7年（1579年）8月13日に長瀬川における杉原盛重との合戦があり、信正が討ち取られたとしている。